# GN-z11

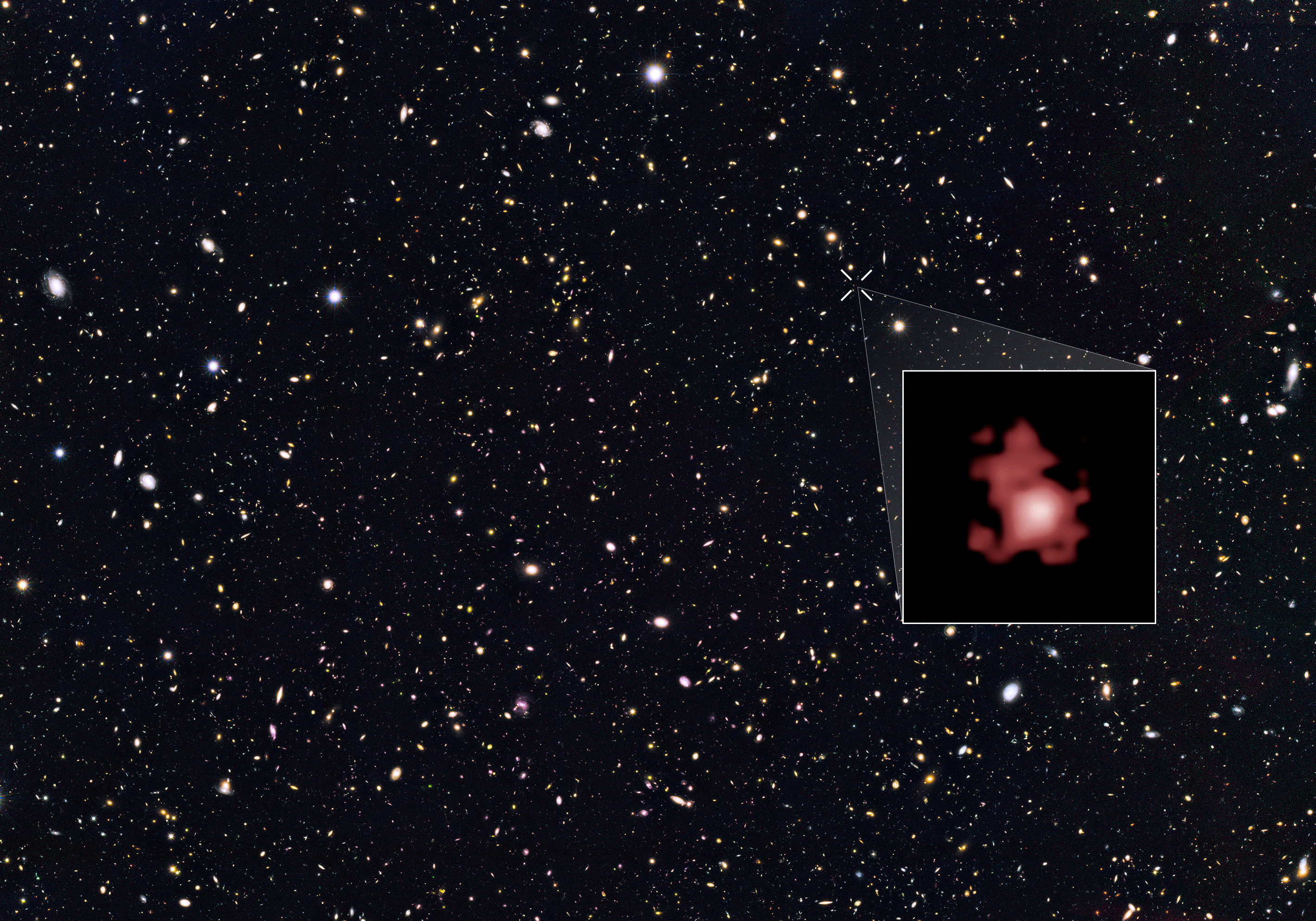
GN-z11 in der Vergrößerung

GN-z11 ist eine weit entfernte Galaxie im Sternbild Großer Bär.
Sie ist 13,4 Milliarden Jahre alt und besitzt nur 4 % der Größe der Milchstraße. GN-z11 entstand 400 Millionen Jahre nach dem Urknall und weist eine spektroskopische Rotverschiebung von z = 11,1 auf. Die Sternenanzahl von GN-z11 beträgt nur etwa 1 % der der Milchstraße. Die Sternenproduktion und damit das Wachstum ist aber 20-mal so hoch wie in der Milchstraße.
Ihre Entdeckung wurde im März 2016 bekannt gegeben. Bis zur Entdeckung von HD1 (Galaxie) und GLASS-z12 im Jahr 2022 galt sie als älteste bekannte Galaxie und das am weitesten entfernte bekannte Objekt im Universum. GN-z11 wurde aufgrund von Beobachtungen aus dem Jahr 2014 von den US-Astronomen Pascal Oesch, Gabriel Brammer und Garth Illingworth entdeckt, welche Daten des Hubble-Weltraumteleskops (Cosmic Assembly Near-infrared Deep Extragalactic Legacy Survey (CANDELS) und Great Observatories Origins Deep Survey (GOODS) North Surveys) auswerteten.
Die Entfernung zur Erde beträgt etwa 32 Milliarden Lichtjahre oder 9,8 Gigaparsec. Sie ist also um ein Vielfaches größer als die Lichtlaufdistanz von 13,4 Milliarden Lichtjahren. Dies ist kein Widerspruch zur speziellen Relativitätstheorie, da sich die Expansion des Universums zur Lichtlaufdistanz addiert. Die Entfernung bis zum Beobachtungshorizont, innerhalb dessen noch Objekte wahrgenommen werden können, beträgt nach dem Urknall-Standardmodell 46,6 Milliarden Lichtjahre.
Mit dem James-Webb-Weltraumteleskop wurde in GN-z11 das älteste bekannte Schwarze Loch durch dessen Akkretionsscheibe nachgewiesen. Es ist nach Stand der Forschung vor mehr als 13,4 Milliarden Jahren, etwa 400 Millionen Jahre nach dem Urknall, entstanden. Das Schwarze Loch hat eine Masse von etwa sechs Millionen Sonnenmassen.